# Dionisio Urreisti
Dionisio Urreisti, né le 17 mars 1943, est un joueur puis entraîneur espagnol de football qui occupait le poste d'ailier droit. Il a effectué toute sa carrière de joueur à la Real Sociedad.

## Biographie
Né le 17 mars 1943, Dionisio Urreisti Beristain pratique dans sa jeunesse la pelote à main nue. Il joue également au football, commence ce sport dans le club de Burumendi et intègre le San Sebastián Club de Fútbol, l'équipe réserve de la Real Sociedad qui évolue en deuxième division. En 1962, il fait partie de l'équipe première qui vient d'être reléguée dans cette division, ce qui entraîne la rétrogradation du San Sebastián CF. La Real Sociedad remporte le titre en 1967 et est promue en première division.
Urreisti dispute 372 matchs de championnat pour 67 buts avec l'équipe B de la Real Sociedad puis l'équipe première pour un total de 416 rencontres et 78 buts avec l'équipe première,.
Dans sa jeunesse, son joueur préféré est Francisco Gento. Au cours de sa carrière, il admire George Best et Günter Netzer.

## Palmarès
Avec la Real Sociedad, Urreisti remporte la Segunda División en 1967.

## Statistiques
Le tableau ci-dessous résume les statistiques en match officiel de Dionisio Urreisti durant sa carrière de joueur professionnel,.
| Saison                | Club                  | Championnat           | Championnat | Championnat | Coupe(s) nationale(s) | Coupe(s) nationale(s) | Compétition(s) continentale(s) | Compétition(s) continentale(s) | Compétition(s) continentale(s) | Sélection | Sélection | Sélection | Total | Total |
| Saison                | Club                  | Division              | M.          | B.          | M.                    | B.                    | Comp.                          | M.                             | B.                             | Équipe    | M.        | B.        | M.    | B.    |
| 1961-1962             | San Sebastián CF      | Segunda División      | 23          | 6           | 3                     | 0                     | -                              | -                              | -                              | -         | -         | -         | 26    | 6     |
| 1962-1963             | Real Sociedad         | Segunda División      | 11          | 1           | 4                     | 0                     | -                              | -                              | -                              | -         | -         | -         | 15    | 1     |
| 1963-1964             | Real Sociedad         | Segunda División      | 28          | 10          | 6                     | 0                     | -                              | -                              | -                              | -         | -         | -         | 34    | 10    |
| 1964-1965             | Real Sociedad         | Segunda División      | 26          | 6           | 10                    | 8                     | -                              | -                              | -                              | -         | -         | -         | 36    | 14    |
| 1965-1966             | Real Sociedad         | Segunda División      | 23          | 10          | 3                     | 2                     | -                              | -                              | -                              | -         | -         | -         | 26    | 12    |
| 1966-1967             | Real Sociedad         | Segunda División      | 28          | 11          | 2                     | 0                     | -                              | -                              | -                              | -         | -         | -         | 30    | 11    |
| 1967-1968             | Real Sociedad         | Primera División      | 27+2        | 4           | 3                     | 0                     | -                              | -                              | -                              | -         | -         | -         | 32    | 4     |
| 1968-1969             | Real Sociedad         | Primera División      | 21          | 0           | 7                     | 3                     | -                              | -                              | -                              | -         | -         | -         | 28    | 3     |
| 1969-1970             | Real Sociedad         | Primera División      | 30          | 8           | 5                     | 0                     | -                              | -                              | -                              | -         | -         | -         | 35    | 8     |
| 1970-1971             | Real Sociedad         | Primera División      | 27          | 1           | 5                     | 0                     | -                              | -                              | -                              | -         | -         | -         | 32    | 1     |
| 1971-1972             | Real Sociedad         | Primera División      | 30          | 5           | 2                     | 1                     | -                              | -                              | -                              | -         | -         | -         | 32    | 6     |
| 1972-1973             | Real Sociedad         | Primera División      | 26          | 1           | 1                     | 0                     | -                              | -                              | -                              | -         | -         | -         | 27    | 1     |
| 1973-1974             | Real Sociedad         | Primera División      | 25          | 3           | 2                     | 0                     | -                              | -                              | -                              | -         | -         | -         | 27    | 3     |
| 1974-1975             | Real Sociedad         | Primera División      | 23          | 1           | 4                     | 0                     | C3                             | 2                              | 0                              | -         | -         | -         | 29    | 1     |
| 1975-1976             | Real Sociedad         | Primera División      | 24          | 0           | 3                     | 0                     | C3                             | 4                              | 1                              | -         | -         | -         | 31    | 1     |
| 1976-1977             | Real Sociedad         | Primera División      | 0           | 0           | 2                     | 0                     | -                              | -                              | -                              | -         | -         | -         | 2     | 0     |
| Total sur la carrière | Total sur la carrière | Total sur la carrière | 374         | 67          | 62                    | 14                    | -                              | 6                              | 1                              | -         | 0         | 0         | 442   | 82    |